# Manekia
Manekia, rod paparovki koje karakteriziraju skandantne ili lianescentne vrste u tropskoj Americi. Sastoji se od šest vrsta u razdvojenim područjima Velikih i Malih Antila, andskim predjelima Južne Amerike, od Perua na sjever sve do Hondurasa, te u atlantskim šumama južnog Brazila.
Ime roda anagram je imena roda Ekmania, imenovanog u čast švedskog botaničara Erika Leonarda Ekmana.

## Vrste
1. Manekia incurva (Sieber) T.Arias, Callejas & Bornst.
2. Manekia naranjoana (C.DC.) Callejas
3. Manekia obtusa (Miq.) T.Arias, Callejas & Bornst.
4. Manekia sydowii (Trel.) T.Arias, Callejas & Bornst., možda sinonim za Manekia incurva.[2]
5. Manekia urbani Trel.
6. Manekia venezuelana (Steyerm.) T.Arias, Callejas & Bornst.

## Sinonimi
- Sarcorhachis Trel.